# تكهف البصلة
تَكَهُّفُ البَصَلَة أو تكَهُّفُ جِذْعُ الدماغ أو تَجَوُّفُ جِذْعُ الدماغ أو تَكَهُّفُ النُّخَاع المُسْتَطِيل (بالإنجليزية: Syringobulbia)‏ هيَ حالة طِبية يحدث بِها مصفار (تجاويف مملوءة بسائل) في جذع الدماغ، وعادةً ما تكون نتيجةً لحدوث عيب خَلقي أو رضة خطيرة أو ورم أثناء النمو.
تحدث هذه الحالة غالباً في الجُزء السفلي من جذع الدماغ، حيثُ تكون على شكل فجوة تُشبه الشق، ومن الممكن أن تؤثر على واحد أو أكثر من الأعصاب القحفية مسببةً أنواع مُختلفة من شلل الوَجه، كما أنَّ المسارات العصبية الحسية والحركة قد تتأثر عن طريق التداخل أو الضغط على الأعصاب. ترتبط حالة تكهف البصلة عادةً مع تكهف النخاع الشوكي (أي وجود مصفار في الحبل الشوكي).

## روابط خارجية
- 14-182d. على الطبعة المهنية من دليل ميرك للتشخيص والعلاج [الإنجليزية]‏